# Gouvernement Mamadou Dia (1)
Pour les articles homonymes, voir Gouvernement Mamadou Dia.
À la suite de la proclamation de la république du Sénégal, le président de la République Léopold Sédar Senghor nomme le 7 septembre 1960 un nouveau gouvernement, dirigé par Mamadou Dia. 
Les membres sont :
- Doudou Thiam, ministre des Affaires étrangères
- Gabriel d'Arboussier, ministre de la Justice
- Valdiodio Ndiaye, ministre de l’Intérieur, chargé provisoirement de la Défense
- Amadou Karim Gaye, ministre du Plan, du Développement et de la Coopération technique
- André Peytavin, ministre des Finances
- Joseph Mbaye, ministre de l’Économie rurale
- François Dieng, ministre de l’Éducation nationale
- Ibrahima Sar, ministre de la Fonction publique et du Travail
- Amadou Babacar Sarr, ministre de la Santé et des Affaires sociales
- Alioune Badara Mbengue, ministre des Travaux publics, de l’Habitat et de l’Urbanisme
- Abdoulaye Fofana, ministre des Transports et des Télécommunications
- Émile Badiane, ministre de l’Enseignement technique et de la Formation des cadres
- Alioune Tall, ministre de la Jeunesse et des Sports
- Obèye Diop, ministre de l’Information, de la Radiodiffusion et de la Presse

Il reste en poste jusqu'en mai 1961.